# Романівська сільська рада (Дзержинський район, смт Дзержинськ)
Романівська сільська рада — колишня адміністративно-територіальна одиниця та орган місцевого самоврядування у Дзержинському (Миропільському, Романівському) районі Волинської округи, Вінницької та Житомирської областей Української РСР з адміністративним центром у селищі міського типу Дзержинськ.

## Населені пункти
Сільській раді на час ліквідації були підпорядковані населені пункти:
- смт Дзержинськ;
- пос. Романів.

## Населення
Кількість населення ради, станом на 1923 рік, становила 4 346 осіб, кількість дворів — 1 104.

## Історія та адміністративний устрій
Створена 1923 року в складі сільської частини містечка Романів (згодом — Дзержинськ), поселення Романів-Тартак та колоній Сущевичі та Чеська Романівської волості Полонського повіту Волинської губернії. 7 березня 1923 року включена до складу новоутвореного Миропільського (згодом — Романівський, Дзержинський) району Житомирської (згодом — Волинська) округи. 27 жовтня 1926 року в кол. Чеська утворено окрему Чешську сільську раду. 28 липня 1927 року кол. Сущевичі передано до складу Романівської (згодом — Дзержинська) селищної ради Дзержинського району.
Ліквідована 20 жовтня 1938 року, територію та населені пункти приєднано до складу Дзержинської селищної ради Дзержинського району Житомирської області.